# Krasnyj Oktjabr (motorfiets)
Krasnyj Oktjabr (ook bekend als K.O.) is een historisch Russisch motorfietsmerk, vanaf 1930 geproduceerd door de Krasnyj Oktjabr-fabriek te Leningrad (Russisch: Ленинградский машиностроительный завод "Красный Октябрь").
Het was het merk dat de eerste grote series Russische motorfietsen maakte. Het betrof op DKW-konstrukties gebaseerde 296 cc tweetakten.
De L-serie werd tot 1933 in de "Tremass" fabriek geproduceerd, daarna in de Krasnij Oktabr fabriek. Het betrof 239- en 348 cc tweetakten en een 600 cc-model, waarschijnlijk een viertakt. 
De D-serie hulpmotoren, onder andere gebruikt voor de Riga-18, werden boven de trapperas van een fiets gemonteerd en dreven het achterwiel via een ketting aan.
De laatste motoren werden in 1940 gebouwd. 
1. ↑  mopedmuseum.ru